# Agrostophyllum planicaule
Agrostophyllum planicaule là một loài thực vật có hoa trong họ Lan. Loài này được (Wall. ex Lindl.) Rchb.f. mô tả khoa học đầu tiên năm 1864.